# Antoni Maria Dameto i Crespí de Valldaura
Antoni Maria Dameto i Crespí de Valldaura (Palma, 7 d'agost de 1782 - Peralada, 7 de juliol de 1825). Marquès de Bellpuig, marquès d'Anglesola, comte de Peralada i de Savallà i vescomte de Rocabertí. Fill de Francesc Dameto Despuig i de Concepció Crespí de Valldaura i Lezquina.
Ben connectat amb la cort de Ferran VII, del qual en fou gentilhome de cambra. Lluità en la guerra del Francès i serví com ambaixador a la cort de Lluís XVIII de França (1814), l'any 1817 entrà a formar part de l'orde del Toisó d'Or (1817).
Mitjançant el seu matrimoni, l'any 1801, amb Joana de Rocabertí-Boixadors i Cotoner esdevingué comte de Peralada i Savallà i vescomte de Rocabertí, passant a posseir els territoris al Principat de Catalunya --Requesens, Navata, Vilademuls, Sant Llorenç de la Muga, Llers, Terrades, Darnius, Santa Llogaia de Terri, Vallmoll, Rubió, Guialmons, Les Piles i l'Espelt- i a les Illes Balears--cavalleria de Pax (Felanitx), Bunyolí i Esporles.
Així mateix, adoptà com a propi el llinatge de sa muller esdevenint els Rocabertí-Dameto la branca troncal del llinatge.

## Fills
Fruit del matrimoni entre Antoni Maria Dameto i Joana de Rocabertí-Boixadors nasqueren:
- Francesc Xavier de Rocabertí-Dameto i de Boixadors.
- Antoni Maria, casat amb Dionísia de Verí i de Sales
- Josep